# Prospalta galaxia
Prospalta galaxia är en fjärilsart som beskrevs av Butler 1883. Prospalta galaxia ingår i släktet Prospalta och familjen nattflyn. Inga underarter finns listade i Catalogue of Life.